# Frederik von Moth
 Der er flere personer med dette navn, se Frederik Moth.
Frederik Christian Hals von Moth (født 1694, død 13. august 1746 på Sankt Thomas) var norsk-dansk forretningsmand, søofficer og generalguvernør for Dansk Vestindien 22. februar 1736 - 3. april 1743. Hans fornavn ses også stavet Friedrich eller Friderich.
Tidligere i karrieren var han guvernør for Sankt Thomas og Sankt Jan 19. september 1724 - 14. maj 1727  samt 22. november 1735 - 20. februar 1736 og for Sankt Croix 12. juni 1734 - 20. februar 1736, hvorpå han overgik til at blive generalguvernør. Militært set var von Moth kommandørkaptajn, og han bar også titlen justitsråd. Han ejede flere plantager på Sankt Jan og Sankt Croix, blandt andet Frederiksdal og  Little Princess.
Han blev i 1722 gift med Anna Elisabeth Beverhoudt, der fødte parret flere børn, hvoraf Poul (Paulus, født 1727), Frederik Christian (født 1730, generalguvernør på øerne 1770-1772) og Margaretha (født 1734) vides at have overlevet den tidlige barndom.